# Coppa dei Campioni 1975-1976 (hockey su pista)
La Coppa dei Campioni 1975-1976 è stata l'11ª edizione della massima competizione europea di hockey su pista riservata alle squadre di club. Il torneo ha avuto inizio il 6 marzo e si è concluso il 18 luglio 1976.
Il titolo è stato conquistato dal Voltregà per la terza volta nella sua storia, la seconda consecutiva.

## Squadre partecipanti
| Nazione        | Club        | Città                    | Qualificazione                                                                 |
| -------------- | ----------- | ------------------------ | ------------------------------------------------------------------------------ |
| Belgio         | Rolta       | Lovanio                  | 1º nel campionato belga 1975, campione del Belgio                              |
| Francia        | Coutras     | Coutras                  | 1º nel campione francese 1975, campione di Francia                             |
| Germania Ovest | Walsum      | Duisburg                 | 1º nel campionato tedesco 1975, campione di Germania Ovest                     |
| Italia         | Novara      | Novara                   | 1º in Serie A 1975, campioni d'Italia                                          |
| Paesi Bassi    | Lichtstad   | Eindhoven                | 1º in Dutch NRBB 1975, campione dei Paesi Bassi                                |
| Portogallo     | Sporting CP | Lisbona                  | 1º in 1ª Divisão 1975, campione del Portogallo                                 |
| Spagna         | Barcellona  | Barcellona               | Detentore Coppa del Generalissimo 1975                                         |
| Spagna         | Voltregà    | Sant Hipòlit de Voltregà | Campione d'Europa in carica e 1º in División de Honor 1975, campione di Spagna |
| Svizzera       | Montreux    | Montreux                 | 1º in LNA 1975, campione di Svizzera                                           |

## Risultati

### Primo turno
| Squadra 1 | Totale | Squadra 2   | Andata | Ritorno |
| --------- | ------ | ----------- | ------ | ------- |
| Montreux  | 9 - 43 | Sporting CP | 7 - 21 | 2 - 22  |

### Quarti di finale
| Squadra 1 | Totale  | Squadra 2   | Andata | Ritorno |
| --------- | ------- | ----------- | ------ | ------- |
| Lichtstad | 3 - 14  | Sporting CP | 2 - 5  | 1 - 9   |
| Novara    | 6 - 15  | Barcellona  | 3 - 9  | 3 - 6   |
| Voltregà  | 23 - 10 | Coutras     | 14 - 2 | 9 - 8   |
| Walsum    | 12 - 5  | Rolta       | 6 - 1  | 6 - 4   |

### Semifinali
| Squadra 1   | Totale  | Squadra 2  | Andata | Ritorno |
| ----------- | ------- | ---------- | ------ | ------- |
| Sporting CP | 11 - 12 | Voltregà   | 5 - 3  | 6 - 9   |
| Walsum      | 2 - 11  | Barcellona | 1 - 5  | 1 - 6   |

### Finale
| Squadra 1  | Totale | Squadra 2 | Andata | Ritorno |
| ---------- | ------ | --------- | ------ | ------- |
| Barcellona | 3 - 5  | Voltregà  | 2 - 2  | 1 - 3   |

#### Andata
| Barcellona 10 luglio 1976 | Barcellona | 2 – 2 | Voltregà |  |

#### Ritorno
| Sant Hipòlit de Voltregà 18 luglio 1976 | Voltregà | 3 – 1 | Barcellona |  |